# Коричнево-жёлтый болотный кассик
Коричнево-жёлтый болотный кассик (лат. Pseudoleistes virescens) — вид птиц рода болотные кассики семейства трупиаловых. Подвидов не выделяют.

## Описание
Коричнево-жёлтый болотный кассик может достигать 24—25 см в длину. Внешне оба пола схожи. Голова, грудь, спина и крылья этого вида птиц тёмно-оливково-коричневые или почти чёрные. Брюхо жёлтое.
Коричнево-жёлтые болотные кассики имеют тонкий и длинный клюв.

## Образ жизни
Представители этого вида населяют как влажные луга, так и болота. Также могут встречаться на сельскохозяйственных полях.

## Распространение и среда обитания
Коричнево-жёлтый болотный кассик встречается в южной Бразилии, северо-восточной Аргентине, а также в Уругвае. Среда обитания вида — болота, влажные луга и пастбища. Птицы держатся стаями по 20—30 особей.

## Размножение
Сезон размножения начинается в сентябре — октябре. Самка откладывает 3—5 яиц.